# Ordre Kodashim

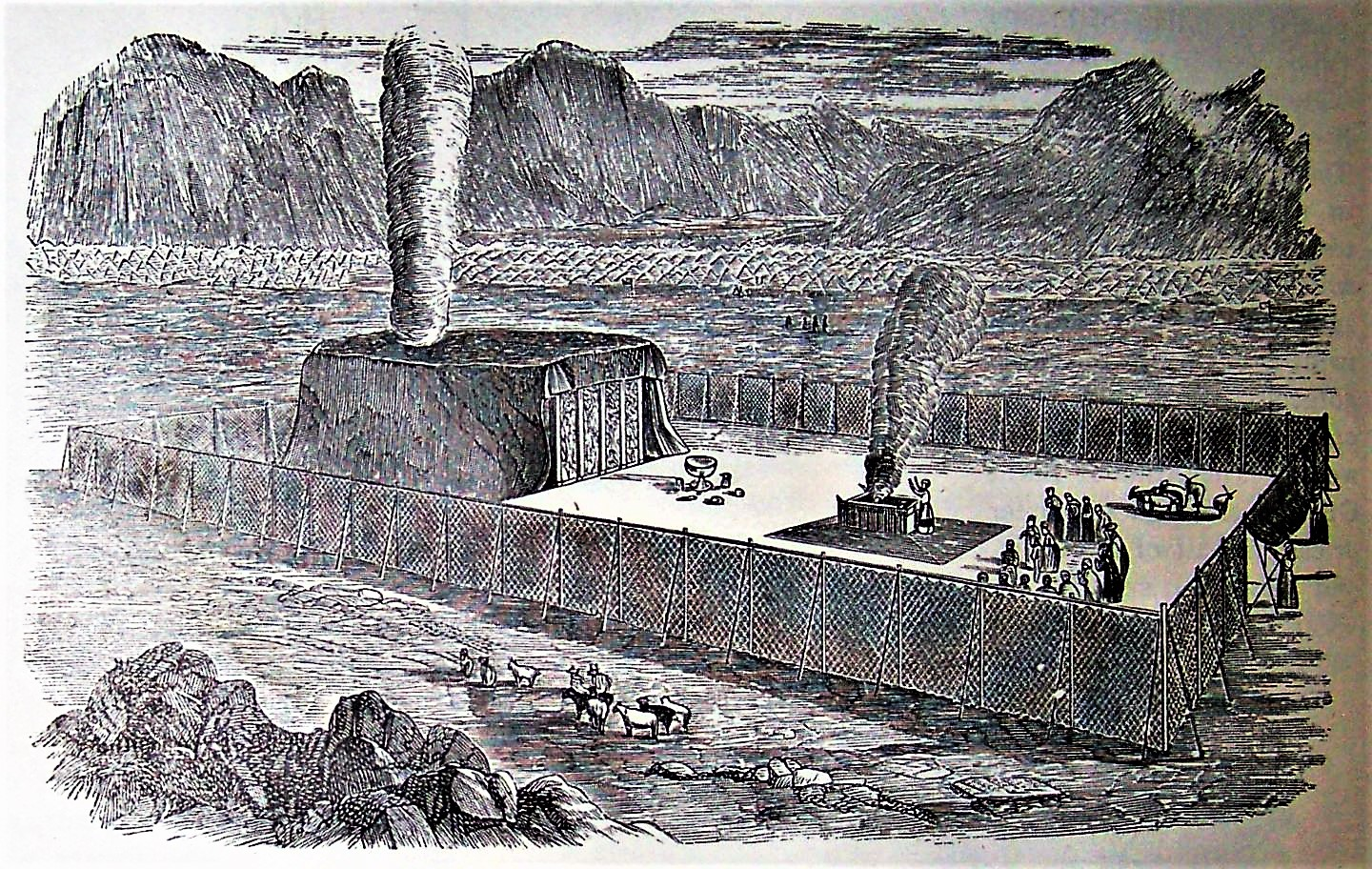
Représentation du Tabernacle

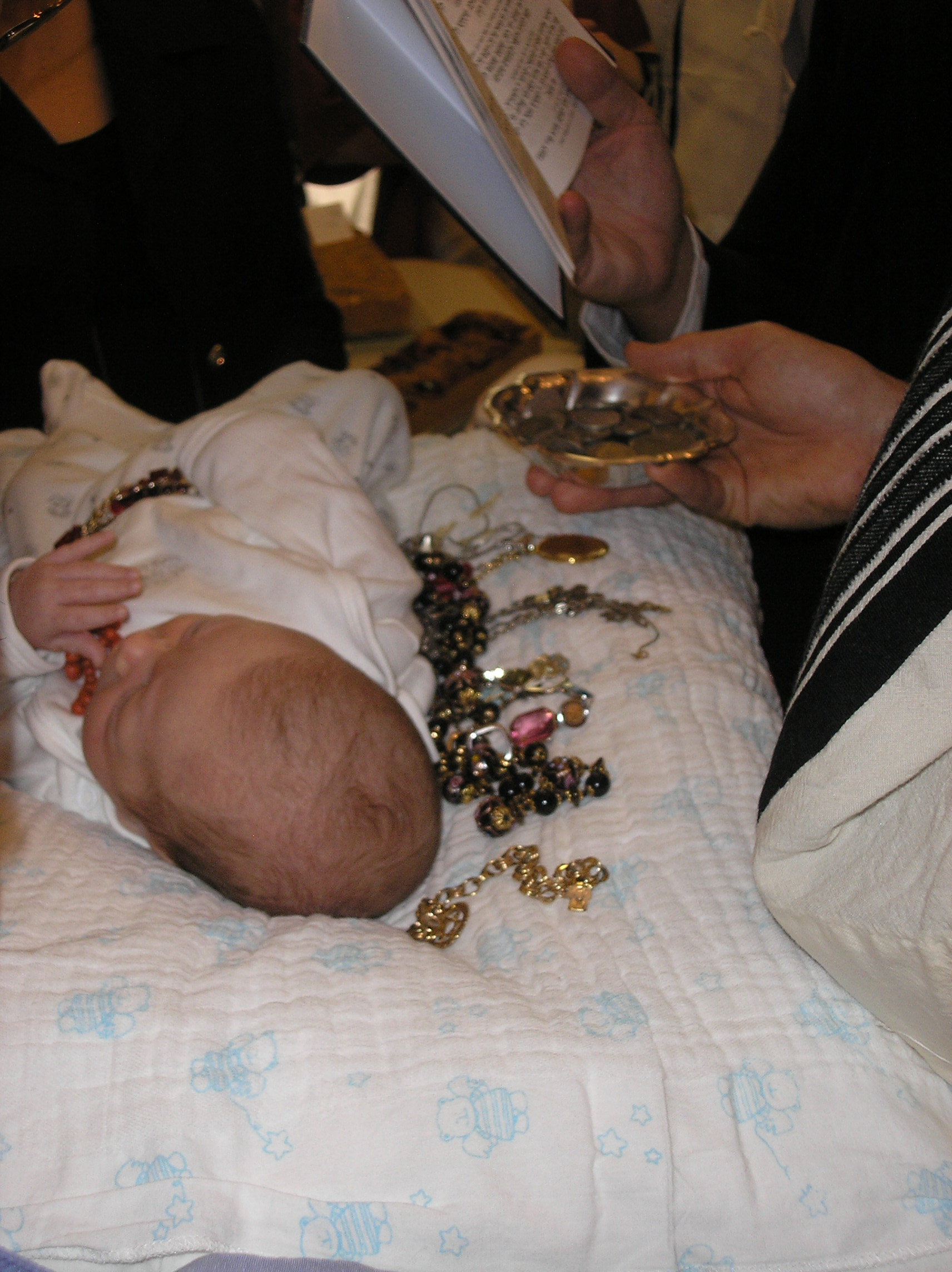
Rachat du premier-né

L’ordre Kodashim ou Kodashin (hébreu: סדר קדשים Seder Kodashim, « ordre des saintetés ») est le cinquième des six ordres de la Mishna. Il comprend 11 traités et a pour objet principal le déroulement du culte dans le Temple de Jérusalem.

## Objet de l’ordreKodashim
L’ordre Kodashim regroupe les directives d’application des prescriptions bibliques concernant les korbanot (offrandes) animales ou végétales, abordant aussi les lois de l’abattage par jugulation à des fins profanes et d’autres aspects du culte dans le sanctuaire. Il résulte de la compilation des traditions orales des différents docteurs de la Loi ayant exercé avant la clôture de la Mishna, en 200 EC.
Les lois bibliques sur les offrandes se trouvent dans le Lévitique, alors que celles des quatre premiers ordres de la Mishna sont fondées sur le Livre de l’Exode (Moïse Maïmonide y voit la raison de la place de cet ordre par rapport aux précédents).

## Traités de l’ordre Kodashim
L’ordre Kodashim comporte douze traités. Huit d’entre eux sont développés dans la Tossefta et neuf dans le Talmud de Babylone. Il semblerait que les guemarot du Talmud de Jérusalem se soient perdues, bien que certains affirment qu’elles n’avaient jamais existé. Au début du XXe siècle, un dénommé Salomon Juda Friedlander tente de faire publier des pages supposément issues d’un manuscrit du Talmud de Jérusalem demeuré en possession de sa famille. Il reçoit l’approbation de plusieurs rabbins éminents mais d’autres démontrent bientôt qu’il s’agit d’une habile contrefaçon.
L’ordre des traités établi par Moïse Maïmonide et suivi par l’ensemble des éditions depuis 1606, est le suivant :
1. Zevahim (זבחים « sacrifices ») traite des offrandes animales. Il s’agit, selon Maïmonide, du premier traité du fait de sa centralité dans le rite du Temple.
2. Menahot (מנחות « oblations ») traite des offrandes à base de produits céréaliers. Il s’agit, selon Maïmonide, du second traité car les oblations suivent dans le Lévitique les offrandes animales.
3. Houlin (חולין « choses profanes ») traite principalement de l’abattage des bêtes dans un but profane, c’est-à-dire de consommation uniquement. Il aborde aussi d’autres questions comme le tendon de la hanche et les mélanges de lait et de viande.
4. Bekhorot (בכורות « aînesses ») traite de la sanctification et de la rédemption des aînés, qu’il s’agisse des aînés du bétail, des ânes ou des hommes.
5. Arakhin (ערכין « dédicaces ») traite des dédicaces meubles ou immeubles (comme un champ ou un verger) au Temple
6. Temoura
7. Keritot
8. Meïla
9. Tamid
10. Middot
11. Kinnim